# Ключ 97
| 瓜                     | 瓜      | 瓜      |
| ---------------------- | ------- | ------- |
| 96                     | 97      | 98      |
| Піньінь:               | guā     | guā     |
| Чжуїнь:                | ㄍㄨㄚ  | ㄍㄨㄚ  |
| Вейд-Джайлз:           | kua1    | kua1    |
| Ютпхін:                | gwaa1   | gwaa1   |
| Он:                    |         |         |
| Кун:                   |         |         |
| Кандзі:                | 瓜 uri  | 瓜 uri  |
| Хун:                   | 오이 oi | 오이 oi |
| Им:                    | 과 gwa  | 과 gwa  |
| Індекс у Вікісловнику: | 瓜      | 瓜      |

Ключ 97 — ієрогліфічний ключ, що означає кавун і є одним із 23 (загалом існує 214) ключів Кансі, що складаються з п'яти рисок.
У Словнику Кансі 55 символів із 40 030 використовують цей ключ.

## Символи, що використовують ключ 97

Як писати ієрогліф.

| без додаткових | 瓜    |
| 3 додаткові    | 瓝    |
| 5 додаткових   | 瓞 瓟 |
| 6 додаткових   | 瓠    |
| 8 додаткових   | 瓡    |
| 11 додаткових  | 瓢    |
| 14 додаткових  | 瓣    |
| 17 додаткових  | 瓤    |
| 19 додаткових  | 瓥    |